# La Vau de Sent Roman
La Vau de Sant Roman (en francès Laval-Saint-Roman) és un municipi francès situat al departament del Gard i a la regió d'Occitània.